# Plesiogale
Plesiogale — вимерлий рід хижих, що жив у Франції та Німеччині (4 колекції). Рід містить такі види: Plesiogale angustifrons, Plesiogale postfelina.